# Мечти и бонбони
Мечти и бонбони (на испански: Sueños y caramelos) е мексиканска теленовела, режисирана от Лили Гарса и Карина Дупрес и продуцирана от Карлос Морено Лагийо за Телевиса през 2005 г. Адаптация е на мексиканската теленовела Палавата мечтателка, базирана на едноименния аржентински игрален филм, създаден от Абел Санта Крус.
В главните роли са Алесандра Росалдо, Рене Стриклер, Нашла Агилар и Лусиано Корилиано, а в отрицателните – Елисабет Алварес, Патрисия Навидад и Пабло Магаянес. Специално участие вземат първата актриса Мария Антониета де лас Ниевес, Мануел Савал, Нора Салинас, Раул Падия „Чофоро“, Хосе Елиас Морено, Лурдес Рейес, Алехандро Арагон и Грасиела Маури.

## Сюжет
София е момиче, което на 3-годишна възраст губи майка си, живеещо с дядо си Гонсало, който е началник на охраната в универсален магазин. Един ден София се запознава с Маурисио Монрас, който се представя като Хуан, най-добрия му приятел. Тогава започва приключението, защото София и нейните приятели откриват магия, тайни места и вълшебни предмети, скрити в универсалния магазин. София трябва да премине през изпитания, които ѝ носят тъга, гняв и радост, но с приятелите си тя успава да преодолее страховете си.
Фатима, красивата леля на София и племенница на Гонсало, пристига, за да живее с близките си, но тя не е сама, защото с нея е майката на София. Фатима се запознава с Рафаел, чичото на Маурисио, и двамта се влюбват от пръв поглед. Дон Рафаел е син на Антониета, собственичката на универсалния магазин. Антониета е баба на Маурисио и Бетина, благородно и мило момиче, която е приятелка на София.
Историята е изпълнена с хумор, романтика, музика и емоции, а също и с щипка магия.

## Актьори
Част от актьорския състав:
- Алесандра Росалдо - Фатима Гомес Рамирес
- Рене Стриклер - Рафаел Монрас Гилен
- Нашла Агилар - София Рамирес
- Лусиано Корилиано - Маурисио Монрас
- Мария Антониета де лас Ниевес - Антониета Гилен де Монрас
- Раул Падия „Чофоро“ - Дон Гонсало Гутиерес
- Мануел Савал - Аугусто Монрас Гилен
- Елисабет Алварес - Росио де лос Сантос
- Грасиела Маури - Марикармен
- Наталия Хуарес - Лусия дел Пилар Хурадо
- Мигел Перес - Педро / Омеро (Ромео дете)
- Патрисия Навидад - Дебора Леон
- Лурдес Рейес - Селене де Монрас
- Нора Салинас - Гуадалупе
- Пабло Магаянес - Ромео
- Оскар Бонфилио - Карло
- Роберто Бландон - Андре Сан Мартин / Андрес Мартинес
- Алфонсо Итуралде - Херардо
- Хосе Елиас Морено - Мауро
- Луис Гатика - Максимо Гера
- Маурисио Буено - Хуан Лопес
- Глория Исагире - Мирослава
- Алехандро Руис - Давид
- Ракел Морел - Росаура
- Бенхамин Ислас - Валерио Рохо
- Хорхе Роблес - Гойо
- Гуадалупе Боланьос - Ховита
- Флоренсия де Сарачо - Ашли Монрас

## Премиера
Премиерата на Мечти и бонбони е на 24 януари 2005 г. по Canal de las Estrellas. Последният 135. епизод е излъчен на 29 юли 2005 г.

## Продукция
Снимките на теленовелата започват на 18 октомври 2004 г. в Телевиса Сан Анхел и различни локации в град Мексико и приключват на 26 април 2005 г.

## Награди и номинации
Награди TVyNovelas (2006)
| Категория                | Номиниран(а)             | Резултат   |
| ------------------------ | ------------------------ | ---------- |
| Най-добър пръв актьор    | Раул Падия „Чофоро“      | Номиниран  |
| Най-добро детско участие | Макарена Мигел           | Номинирана |
| Най-добро детско участие | Нашла Агилар             | Номинирана |
| Най-добър режисьор       | Лили Гарса Карина Дупрес | Номинирани |

Награди Браво (2006)
| Категория                | Номиниран(а) | Резултат |
| ------------------------ | ------------ | -------- |
| Най-добро детско участие | Нашла Агилар | Печели   |

## Версии
- Палавата мечтателка, мексиканска теленовела от 1991 г., продуцирана от Валентин Пимстейн за Телевиса, с участието на Едуардо Поломо и Мариана Леви.